# Parapagurus abyssorum
Parapagurus abyssorum är en kräftdjursart som först beskrevs av Henri Filhol 1855.  Parapagurus abyssorum ingår i släktet Parapagurus och familjen Parapaguridae. Inga underarter finns listade i Catalogue of Life.